# Sphaeropoeus musicus
Sphaeropoeus musicus är en mångfotingart som beskrevs av Henri Saussure och Leo Zehntner 1897. Sphaeropoeus musicus ingår i släktet Sphaeropoeus och familjen Zephroniidae. Inga underarter finns listade i Catalogue of Life.